# MIMD
Multiple Instruction, Multiple Data is een berekeningsmodel dat kan toegepast worden bij gedistribueerd programmeren. In dit model wordt een berekening uitgevoerd op een systeem met meerdere, communicerende processoren die toegang hebben tot meerdere geheugens (of in ieder geval meerdere bronnen van data).
Mogelijke subvormen van het MIMD-model zijn
- Deling van geheugens door processoren, waarbij meerdere processoren directe lees- en schrijftoegang hebben tot dezelfde geheugenblokken
- Eigen, private geheugen per processor, waarbij iedere processor zijn eigen geheugen heeft en data alleen van processor naar processor gecommuniceerd worden.